# Jalisco B
Jalisco B (né le 6 mai 1975, mort le 23 février 1994) est un étalon du stud-book Selle français. Sélectionné aux Jeux olympiques d'été de 1988 à Séoul, il est médaille d'argent des Jeux méditerranéens de Rabat. C'est toutefois comme étalon que Jalisco B est le plus connu, puisqu'il est le père de très nombreux chevaux de saut réputés, dont Papillon Rouge. 

## Histoire
Jalisco B nait le 6 mai 1975 à l'élevage de M. Georges Sabras, le haras du Theillet. Il est acquis à l'âge de deux ans par Henriette Van Riemsdijk, qui fut également propriétaire d'Almé
Il est mis tardivement au saut d'obstacles sous la selle de Xavier Leredde, le fils de Fernand Leredde. Il se classe 4e sur le Cycle classique à l'âge de 5 ans, terminant 8e de la finale l'année suivante. Ses performances sportives restent assez modestes au regard de son potentiel. Il décroche notamment le Grand Prix du CSIO de Longchamps.
Il atteint un ISO (indice de saut d'obstacles) de 169 en 1983, année de sa victoire au Grand Prix de Paris avec Xavier Leredde. Sélectionné pour les Jeux olympiques d'été de 1984, il n'y participe pas en raison d'une blessure survenue en Espagne. Il est alors vendu au Portugal, continuant sa carrière sportive avec le cavalier Manuel Malta da Costa qui participe avec lui aux Jeux olympiques d'été de 1988 à Séoul.
Sa carrière sportive prend fin en 1988, débute alors une carrière de reproducteur qui ne dure que trois saisons. Il meurt en effet le 23 février 1994, de coliques.

## Description
Jalisco B est un étalon de robe bai, inscrit au stud-book du Selle français. Il toise 1,70 m. 
Il est réputé pour galoper avec une très grande amplitude et pour receler d'immenses moyens. Il n'a pas toujours un bon engagement des membres postérieurs, manquant de sang et de respect des barres, avec un côté phlegmatique. Le passage de dos lui fut longtemps délicat. Il est en revanche très élastique et doué d'une grande puissance. 

## Origines
Jalisco B dispose d'excellentes origines. Sa mère, Tanagra, fait la fierté de l'élevage de M. Sabras.

## Descendance
Jalisco B est un étalon reproducteur réputé, actif de 1979 à 1988 au haras des Rouges géré par Fernand Leredde et de 1988 à sa mort 
au Haras du lieu plaisant géré par José Dias Gomes. Il engendre notamment Papillon Rouge, Quidam de Revel, Quito de Baussy, Olisco et Rochet M, tous des champions internationaux. Il a nettement influencé un grand nombre de stud-books de chevaux de sport. En 1995, il est premier étalon du classement de la WBFSH.